# Carlos Ancira
Carlos Ancira Negrete (Ciudad de México; 20 de agosto de 1929 - 10 de octubre de 1987), conocido como Carlos Ancira, fue un actor mexicano.  
Estudió actuación en el Instituto Nacional de Bellas Artes y en el I.C.T. de la Asociación Nacional de Actores. Fue estudiante de Ricardo Parada de León, Earl Sennet, Enrique Ruelas, Seki Sano y Clementina Otero. Debutó como actor en el teatro en la obra Como la primavera (1948). Al año siguiente, debutó en el cine en la película Lluvia roja (1949). También trabajó en la televisión. Fue escritor, director y maestro de actuación de muchas generaciones.[cita requerida]
Trabajó en 300 obras de teatro, 50 películas, 2000 programas de televisión y 9 telenovelas.[cita requerida]
El diario de un loco del dramaturgo y poeta ruso Nikolai Gogol fue realizada en teatro e interpretado durante 25 años por el actor mexicano Carlos Ancira hasta el día de su fallecimiento. Esta obra se estrenó en 1960 en el teatro Reforma dirigida por Alejandro Jodorowsky.

## Vida privada
Se casó por primera vez con Thelma Berny Castilla, escritora yucateca, con quien procreó dos hijas, Selma, traductora, y la actriz Patricia Ancira. Se casó por segunda vez con la actriz Karina Duprez, hija de la actriz Magda Guzmán.[cita requerida]

## Muerte
Murió el 10 de octubre de 1987 en México, D.F. a los 58 años de edad, debido a una falla orgánica múltiple seguido de una neumonía bacteriana a causa del carcinoma broncoaeuvolar que padeció en sus últimos años, según su acta de defunción, sus restos fueron cremados en el Panteón Civil de Dolores en la Ciudad de México. Era sobrino de Jorge Negrete ya que su mamá fue hermana del charro cantor.

## Filmografía

### Como actor
- El camino secreto (1986-1987) Telenovela .... Fausto Guillén/Santiago Guzmán/Mario Genovés
- Vivir un poco (1985-1986) Telenovela .... Abundacio Llanos del Toro
- Al rojo vivo (1980-1981) Telenovela .... Francisco
- Bella y Bestia (1979) Telenovela .... Shanon
- Yara (1979) Telenovela
- Rina (1977) Telenovela .... Don Leopoldo Zubizarreta
- Los miserables (1974) Telenovela .... Sr. Thernardier
- Jesús, María y José (1972) .... Caifás
- Jesús, nuestro señor (1971) ... Caifás
- Muñeca reina (1971)
- Santo en la venganza de la momia (1971) .... Profesor Jiménez
- El inolvidable Chucho el Roto (1971) .... Comandante Arjona
- El dios de barro (1970) Telenovela
- Un mulato llamado Martín (1970)
- Tú, yo, nosotros (1970)
- De la tierra a la luna (1969) Telenovela
- La sangre enemiga (1969)
- Santo el enmascarado de plata y Blue Demon contra los monstruos (1969) .... Bruno Halder
- Secreto para tres (1969) Telenovela .... Padre Rossi
- Alerta, alta tensión (1969) .... Cero
- Los Caudillos (1968-1969) Telenovela
- Leyendas de México (1968) Telenovela
- Cinco en la cárcel (1968) .... Genovevo Pérez
- Ensayo de una noche de bodas (1968)
- Los inconformes (1968-1969) Telenovela .... Rafael
- Todo por nada (1968)
- La duda (1967) Telenovela  .... Ramón
- Fando y Lis (1967)
- La Señora Muerte (1967) .... Laor
- Amor sublime (1967) Telenovela
- El ídolo (1967) Telenovela .... Rodrigo
- El corrido de Lupe Reyes (1966) Telenovela
- Nuestro pequeño mundo (1966) Telenovela
- Pánico (1966) .... (segmento "Angustia")
- Los mediocres (1966) .... (segmento "El Guajolote")
- Un grito en la obscuridad (1965) Telenovela .... Elías
- Los tres farsantes (1965) .... Don Carlos Argenzola (episodio "El Erudito")
- La desconocida (1963) Telenovela
- Lo imperdonable (1963) Telenovela
- El hombre de papel (1963)
- La bandida (1963)
- Las cucarachas (1962)
- La entrega de Chucho el Roto (1962)
- La sangre de Nostradamus (1961) .... Jefe de policías
- La captura de Chucho el Roto (1961)
- Aventuras de Chucho el Roto (1961)
- El pandillero (1961)
- La maldición de Nostradamus (1960)
- Orlak, el infierno de Frankenstein (1960) .... Eric
- Chucho el Roto (1960)
- Los diablos del terror (1959)
- El grito de la muerte (1959) .... Felipe
- Del suelo no paso (1959)
- Misterios de ultratumba (1958) .... Elmer, el anciano
- El Boxeador (1958) .... Ronco
- Misterios de la magia negra (1957)
- El ataúd del vampiro (1957) .... Dr. Marion
- Kid Tabaco (1955)
- Hambre nuestra de cada día (1952)
- Lluvia roja (1949)

### Obras de teatro
- 1948 Como la primavera, de Chodorow y Fields; dir. Clementina Otero, Bellas Artes
- 1950 Muertos sin sepultura, de Jean-Paul Sartre; dir, Enrique Ruelas; Bellas Artes
- 1951 Los signos del Zodiaco, de Sergio Magaña dir. Salvador Novo; Bellas Artes
- 1953 La muerte de un viajante, de Arthur Miller; dir. A. Gómez de la Vega; Bellas Artes
- 1954 Mamá nos obedece, de Víctor Ruiz Iriarte; dir. Salvador Novo; Teatro Capilla
- 1955 Esperando a Godot, de Samuel Beckett; dir. Salvador Novo; Teatro Capilla
- 1955 El pájaro azul, de Maurice Maeterlinck; dir. A.Moreau; Bellas Artes
- 1956 Testigo de cargo, de Agatha Christie; dir. Manolo Fábregas; Teatro Insurgentes
- 1956 El amor de los cuatro coroneles, de Peter Ustinov; dir. Julián Soler Teatro Trianón
- 1956 Prueba de fuego de Arthur Miller; dir. Seki Sano; Bellas Artes
- 1956 La mandrágora, de Maquiavelo; dir. Seki Sano; Teatro Caballito
- 1957 La feria distante, de J. García Ponce; dir. Ignacio Retes. Seguro Social
- 1957 Arsénico y encaje antiguo, de Kesselring; dir. Manolo Fábregas; Teatro Insurgentes
- 1959 Sangre verde de Giovanetti; dir. Salvador Novo; Teatro del Bosque
- 1960 El diario de un loco de Nikolai Gogol; dir Alejandro Jodorowsky; Teatro Reforma
- 1961 La lección, de Eugene Ionesco; dir. Alejandro Jodorowsky; Teatro Esfera
- 1961 Las sillas, de Eugene Ionesco; dir. Alejandro Jodorowsky; Teatro Esfera
- 1962 La parodia, de Adamov; dir. Rafael López Miarnau; Teatro Orientación
- 1962 El roce quemante de la ortiga, de Anselmo Castillo Mena dir. H. Proaño; Teatro de la Comedia
- 1962 Maestro jugador, de E. Obregón; dir. Juan López Moctezuma; Teatro Orientación
- 1962 Crepúsculo otoñal, de Friedrich Dürrenmatt; dir. Juan López Moctezuma; Teatro Orientación
- 1963 Antígona, de Bertolt Brecht; dir. Rafael López Miarnau; teatro Orientación
- 1963 Las paredes oyen, de Juan Ruiz de Alarcón; dir. J. Darien, M. Arena; Teatro 5 de diciembre.
- 1963 El alquimista, de Jonson; dir. Rafael López Miarnau; Teatro Orientación.
- 1964 El hombre y su máscara, de M. Urueta; dir. Alejandro Jodorowsky; Teatro J. Urueta.
- 1965 Víctimas del deber, de Eugene Ionesco; dir. Alejandro Jodorowsky; Teatro Casa de la Paz
- 1966 El ensueño, de August Strindberg; dir. Alejandro Jodorowsky; Teatro Casa de la Paz.
- 1967 Enanos, de A. Pallares; dir. Alejandro Jodorowsky; Teatro Casa de la Paz.
- 1967 El jardín de los cerezos, de Antón Chéjov; dir. D. Guillaumin; Teatro Jiménez Rueda.
- 1968 El día del juicio, de Rafael Solana; dir. Luis G. Basurto; Teatro Xola.
- 1970 Zaratustra de Alejandro Jodorowsky; dir. Alejandro Jodorowsky; Teatro de la Danza.
- 1974 Aquel tiempo de campeones, de Arthur Miller; dir. Rafael López Miarnau; Teatro Reforma.
- 1976 Triángulo español, de Becky; dir. José Luis Ibáñez; con Ofelia Medina; Teatro Reforma.
- 1977 Tres hermanas, de Antón Chéjov; dir. Rafael López Miarnau; teatro Jiménez Rueda. Con Virginia Gutiérrez, Adriana Roel, Mónica Serna y Ricardo Blume.
- 1977 Luces de Bohemia; de Ramón del Valle Inclán: dir. José Tamayo; Teatro del Bosque, con Virginia Gutiérrez, Germán Robles, Ricardo Blume y Augusto Benedico.
- 1977 La casa de los corazones rotos, de George Bernard Shaw; dir. Xavier Rojas; Teatro Jiménez Rueda. Con Mónica Serna, Augusto Benedico, Ricardo Blume, Adriana Roel, Yolanda Mérida y Virginia Gutiérrez
- 1978 El día que se soltaron los leones, de Emilio Carballido; dir. Abraham Oceransky; Teatro del Bosque con Virginia Gutiérrez, Virginia Manzano, Bárbara Gil y Yolanda Mérida.
- 1980 La muralla china, de Max Frisch; dir. José Solé; Teatro del Bosque.
- 1983 El diabólico barbero de la calle de la horca, de C. G. Bend; dir. Carlos Téllez; Teatro Julio Prieto. Con Magda Guzmán, Eduardo Palomo y Edith González.
- 1984 El pensamiento, de Leonid Andreiev; dir. Carlos Ancira; Teatro Polyforum Cultural Siqueiros.
- 1984 Jugando... jugando, de D. L. Coburn; dir. Karina Duprez; con Magda Guzmán; Polyforum Cultural Siqueiros
- 1985 Pelearán diez rounds, de Vicente Leñero; con José Alonso y Rebecca Jones (Teatro San Jerónimo)
- 1987 El Lobo Solitario, de Alexandro Compeán, con Gustavo Rojo, Karina Duprez, René Aréchiga, Georgette Terrazas. (Teatro Reforma)
- Nota: Cuenta Héctor Bonilla: "Carlos Ancira ganó un premio que ningún mexicano ganará jamás, la medalla al merito del Teatro de Moscú,  venciendo a Ana Magnani y a Lawrence Olivier"

### Autor
- Nezahualcóyotl (1951)
- Después... nada (1954)
- Imágenes (1973)
- Pasto rojo
- El mundo vacío
- Cangrejos

### Como Director
- Vivir enamorada (1982) Telenovela

## Premios y nominaciones

### Premios TVyNovelas
| Año  | Categoría                 | Telenovela        | Resultado |
| ---- | ------------------------- | ----------------- | --------- |
| 1987 | Mejor actor experimentado | El camino secreto | Ganador   |
| 1986 | Mejor actor experimentado | Vivir un poco     | Ganador   |